# أنتونيس ماكريس
أنتونيس ماكريس (باليونانية: Αντώνης Μακρής)‏ هو لاعب كرة قدم قبرصي في مركز الهجوم، ولد في 1 يوليو 1981 في نيقوسيا في قبرص. لعب مع نادي أومونيا ونادي إيرميس أراديبو ونادي لاريسا.